# Сани Абача
Сани Абача (на английски: Sani Abacha) е нигерийски военен диктатор и държавник, който управлява Нигерия от 1993 г. след преврат до внезапната си смърт през 1998 г.
Абача осъществява последния успешен военен преврат в нигерийската история. Той управлява с непоколебимост и безпрецедентно пълно незачитане на човешките права. Режимът му е свидетел на няколко политически убийства и бързи екзекуции на дисиденти и политически опоненти в страната. Това спечелва лоша репутация на Нигерия в международната общност, която изпада в изолация след екзекуцията на екологичния активист Кен Саро-Вива.
Сани Абача е един от най-корумпираните диктатори през XX век и е обвиняван в незаконното присвояване на 2 – 5 милиарда щатски долара. Семейството му укрива по-голямата част от присвоените средства в Швейцария, Лихтенщайн, Великобритания и САЩ. След смъртта му е установена Четвъртата нигерийска република, а държавен глава става генерал Абдулсалами Абубакар.